# Pandemia de COVID-19 en República Dominicana
La pandemia de  COVID-19 en República Dominicana se confirmó el 1 de marzo de 2020. Se trataba de un turista italiano de 62 años que había llegado a la isla poco antes sin presentar síntomas. Días antes México, Brasil y Ecuador habían anunciado la presencia de personas contagiadas en sus territorios. El 17 de marzo, el presidente Danilo Medina anunció una serie de medidas que incluían el cierre de fronteras, la suspensión de actividades educativas y la cancelación de eventos públicos. Poco después el Congreso decretó el Estado de Emergencia y el 20 de marzo el presidente decretó un toque de queda nocturno luego de que 72 casos habían sido confirmados en el país.
Hasta el 6 de junio de 2022, se contabiliza la cifra de 586,926 casos confirmados, 4,377 fallecidos y 579,749 recuperados del virus.

## Contexto
El 31 de diciembre de 2019, la Comisión de Salud de Wuhan, Hubei, China, informó a la OMS sobre un grupo de casos de neumonía aguda de origen desconocido dentro de su provincia. El 9 de enero de 2020, el Centro Chino para el Control y Prevención de Enfermedades reportó la identificación de un nuevo coronavirus (posteriormente denominado SARS-CoV-2).  En  China, esta enfermedad afectó a más de 80,000 personas, causando más de 3,200 muertes (al 25 de marzo de 2020), y ya se ha propagado a más de 140 países y territorios de todo el mundo.

## Cronología
| Casos de COVID-19 en República Dominicana Muertes Recuperaciones Casos activos marabrÚltimos 15 días              | Casos de COVID-19 en República Dominicana Muertes Recuperaciones Casos activos marabrÚltimos 15 días | Casos de COVID-19 en República Dominicana Muertes Recuperaciones Casos activos marabrÚltimos 15 días | Casos de COVID-19 en República Dominicana Muertes Recuperaciones Casos activos marabrÚltimos 15 días | Casos de COVID-19 en República Dominicana Muertes Recuperaciones Casos activos marabrÚltimos 15 días |
| --- | --- | --- | --- | --- |
| Fecha | Fecha                                                                                                | | N.º de casos                                                                                         | N.º de casos                                                                                         |
| 01-03-2020 | 01-03-2020                                                                                           | | 1(—)                                                                                                 | 1(—)                                                                                                 |
| 02-03-2020 | 02-03-2020                                                                                           | | 1(=)                                                                                                 | 1(=)                                                                                                 |
| 03-03-2020 | 03-03-2020                                                                                           | | 1(=)                                                                                                 | 1(=)                                                                                                 |
| 04-03-2020 | 04-03-2020                                                                                           | | 1(=)                                                                                                 | 1(=)                                                                                                 |
| 05-03-2020 | 05-03-2020                                                                                           | | 1(=)                                                                                                 | 1(=)                                                                                                 |
| 06-03-2020 | 06-03-2020                                                                                           | | 2(+100%)                                                                                             | 2(+100%)                                                                                             |
| 07-03-2020 | 07-03-2020                                                                                           | | 2(=)                                                                                                 | 2(=)                                                                                                 |
| 08-03-2020 | 08-03-2020                                                                                           | | 5(+150%)                                                                                             | 5(+150%)                                                                                             |
| 09-03-2020 | 09-03-2020                                                                                           | | 5(=)                                                                                                 | 5(=)                                                                                                 |
| 10-03-2020 | 10-03-2020                                                                                           | | 5(=)                                                                                                 | 5(=)                                                                                                 |
| 11-03-2020 | 11-03-2020                                                                                           | | 5(=)                                                                                                 | 5(=)                                                                                                 |
| 12-03-2020 | 12-03-2020                                                                                           | | 5(=)                                                                                                 | 5(=)                                                                                                 |
| 13-03-2020 | 13-03-2020                                                                                           | | 11(+120%)                                                                                            | 11(+120%)                                                                                            |
| 14-03-2020 | 14-03-2020                                                                                           | | 11(=)                                                                                                | 11(=)                                                                                                |
| 15-03-2020 | 15-03-2020                                                                                           | | 11(=)                                                                                                | 11(=)                                                                                                |
| 16-03-2020 | 16-03-2020                                                                                           | | 21(+91%)                                                                                             | 21(+91%)                                                                                             |
| 17-03-2020 | 17-03-2020                                                                                           | | 21(=)                                                                                                | 21(=)                                                                                                |
| 18-03-2020 | 18-03-2020                                                                                           | | 32(+52%)                                                                                             | 32(+52%)                                                                                             |
| 19-03-2020 | 19-03-2020                                                                                           | | 32(=)                                                                                                | 32(=)                                                                                                |
| 20-03-2020 | 20-03-2020                                                                                           | | 110(+244%)                                                                                           | 110(+244%)                                                                                           |
| 21-03-2020 | 21-03-2020                                                                                           | | 202(+84%)                                                                                            | 202(+84%)                                                                                            |
| 22-03-2020 | 22-03-2020                                                                                           | | 245(+21%)                                                                                            | 245(+21%)                                                                                            |
| 23-03-2020 | 23-03-2020                                                                                           | | 312(+27%)                                                                                            | 312(+27%)                                                                                            |
| 24-03-2020 | 24-03-2020                                                                                           | | 392(+26%)                                                                                            | 392(+26%)                                                                                            |
| 25-03-2020 | 25-03-2020                                                                                           | | 488(+24%)                                                                                            | 488(+24%)                                                                                            |
| 26-03-2020 | 26-03-2020                                                                                           | | 581(+19%)                                                                                            | 581(+19%)                                                                                            |
| 27-03-2020 | 27-03-2020                                                                                           | | 718(+24%)                                                                                            | 718(+24%)                                                                                            |
| 28-03-2020 | 28-03-2020                                                                                           | | 859(+20%)                                                                                            | 859(+20%)                                                                                            |
| 29-03-2020 | 29-03-2020                                                                                           | | 901(+4,9%)                                                                                           | 901(+4,9%)                                                                                           |
| 30-03-2020 | 30-03-2020                                                                                           | | 1109(+23%)                                                                                           | 1109(+23%)                                                                                           |
| 31-03-2020 | 31-03-2020                                                                                           | | 1284(+16%)                                                                                           | 1284(+16%)                                                                                           |
| 01-04-2020 | 01-04-2020                                                                                           | | 1380(+7,5%)                                                                                          | 1380(+7,5%)                                                                                          |
| 02-04-2020 | 02-04-2020                                                                                           | | 1488(+7,8%)                                                                                          | 1488(+7,8%)                                                                                          |
| Fuentes: Hasta el 2 de abril de 2020, prensa nacional, a partir del 1 de marzo de 2020:http://digepisalud.gob.do/ | | | | |

### Primeros casos
El 1 de marzo, se confirmó el primer caso en el país, siendo el primero del Caribe y el cuarto de Latinoamérica. Correspondió a un ciudadano italiano de 62 años que había viajado a la República Dominicana el 22 de febrero y cayó enfermo el 24 del mismo mes, cuando fue transferido al Hospital Militar Ramón Lara en Santo Domingo desde el hotel de playa en Bayahibe en donde vacacionaba.
El 6 de marzo, el segundo caso fue confirmado en una turista de Canadá (también de vacaciones en Bayahibe). Luego, el 8 de marzo, tres casos adicionales fueron confirmados, correspondientes a tres turistas dominicanos que regresaron de un viaje a Italia.COVID-19. El 14 de marzo, el ministro de Salud Pública confirmó otros 6 casos nuevos. Todos los afectados hasta esa fecha habían estado fuera del país en las últimas dos semanas.

### Transmisión local
El primer caso de transmisión local registrado fue una mujer de 56 años en el pueblo de Villa Riva, Provincia de Duarte quien había viajado desde Italia el 26 de febrero de 2020. La paciente, llamada Oneida Herrera, haciendo uso de su libertad y derechos ciudadanos conferido por la Constitución, optó por no ser enviada a Santo Domingo para estar en aislamiento después de recibir su diagnóstico de COVID-19 positivo, y regresó a su casa. Rumores cuentan que en los días siguientes, una vecina, de la que nunca se supo su identidad, parece haberse contagiado de Covid-19. Dos semanas después (al 27 de marzo), la provincia Duarte sólo es superada por las dos grandes zonas urbanas del Distrito Nacional/ Santo Domingo y Santiago en cuanto al número de casos (60) y muertes (13). Y aunque no existe evidencia científica para determinar que ese grupo de casos parece haberse originado alrededor de las personas que estuvieron en contacto cercano con Oneida Herrera, algunas personas se aventuran a creer que sí.

### Grupo de San Pedro
Durante la semana del 16 de marzo, varios casos se sumaron de asistentes a una cena benéfica para la remodelación del casco histórico de San Pedro de Macorís realizada en el Club 2 de Julio de esa ciudad, los cuales incluyeron a su senador José Hazim Frappier, el senador de Hato Mayor, Rubén Toyota, y al coronel del ejército Kalil Haché.[14] [15]

### Boda en Punta Cana
El 14 de marzo, una boda de alto nivel en Cap Cana parece haber sido la fuente de infecciones de COVID-19 de varios de sus invitados, entre los que se encontraban numerosos residentes en el extranjero.  La boda recibió mucha crítica pública por haber incluido en su "hora loca" una actividad percibida por muchos como una ridiculización del coronavirus. El Exministro de Relaciones Exteriores de la República Dominicana, Miguel Vargas Maldonado habría contraído el virus de su hijo, quien asistió a la mencionada boda y también contrajo COVID-19.

### Crucero Costa Favolosa
Veinte médicos dominicanos entraron en contacto con el coronavirus durante la celebración de su 30 aniversario de graduación de las escuelas de medicina a bordo del crucero caribeño Costa Favolosa. Iniciaron su viaje en crucero el 2 de marzo, pero antes de desembarcar el 9 de marzo, cinco de ellos ya presentaban síntomas del COVID-19, posteriormente siendo confirmado su diagnóstico positivo de la presencia del virus.

### Primeros decesos
La primera muerte relacionada al COVID-19 fue anunciada por el Ministerio de Salud Pública el 16 de marzo de 2020, correspondiente a una dominicana de 47 años que había viajado recientemente de España También falleció el 24 de marzo de 2020 la reconocida diseñadora de modas dominicana Jenny Polanco, quien había resultado positiva para el COVID-19 el 15 de marzo. Tres días después, el coronel Kalil Haché igualmente murió por COVID-19 en el Hospital Militar Ramón de Lara.

### Recuperaciones
El 23 de marzo de 2020, el ministro de Salud Pública Rafael Augusto Sánchez Cárdenas reportó dos recuperaciones del virus en un niño de 12 años y una mujer de 26.

## Manejo

### Primeras medidas
Varios centros escolares y universidades decidieron suspender clases presenciales debido a preocupaciones por la pandemia de COVID-19 a partir del 16 y 17 de marzo, con muchos de ellos adoptando plataformas virtuales de enseñanza; las cuales han demostrado tener más fallas que aciertos.

### Medidas a nivel nacional
El 17 de marzo de 2020, el entonces presidente Danilo Medina declaró al país en estado de emergencia y anunció una serie de medidas para intentar detener el contagio del virus. Entre ellas estuvo un cierre de las fronteras terrestre, aérea y marina durante los próximos 15 días a partir del 19 de marzo.  Además, todas las actividades comerciales fueron suspendidas, con la excepción de supermercados, colmados, estaciones de combustible y farmacias.  Las clases escolares fueron suspendidas hasta el 13 de abril y los empleados públicos de 60 años o más de edad, así como aquellos con alguna complicación de salud preexistente, fueron ordenados a permanecer en sus casas .[cita requerida]
El 20 de marzo, el gobierno decretó un toque de queda nocturno desde las 8pm a las 6am hasta el 3 de abril. Solo médicos y empleados del área de salud, periodistas y custodios fueron exentos. Sin embargo, muchos residentes en el área del Gran Santo Domingo se resistieron a la medida: en la primera noche, 1,714 fueron arrestados durante el toque de queda; en la segunda, 2,102.
A partir del 27 de marzo, el gobierno extendió el horario del toque de queda desde las 5pm a las 6am. El toque de queda prevalece aún hasta hoy,[actualizar] a pesar del descontento popular y la desaprobación silente de la ciudadanía, al considerar que dicha medida, además de inefectiva, no tiene ya razón de ser y también es violatoria a los derechos y libertades individuales.

### Medidas locales
Algunas turbas de personas  en varias provincias decidieron arbitrariamente limitar el acceso a sus territorios para, según ellos, evitar el contagio del COVID-19, tales como San José de Ocoa, y El Seibo, provincias que permanecían sin casos (al 27 de marzo). Otros ciudadanos, llenos de la histeria y la paranoia generada por la difusión mediática sobre el tema, solicitaron a sus autoridades tomar medidas similares para supuestamente evitar casos; lo cual se demostró como una medida torpe, agresora y anticientífica..

### Medidas Alternativas
A medida que fueron surgiendo opciones y nuevos tratamientos para combatir el virus del COVID-19, se habló de la posibilidad de que el plasma convaleciente o hiperimune fuera una opción viable a tratar. Desde mayo de 2020, múltiples instituciones de salud en un marco de protocolo investigativo, regulado por el CONABIOS, comensaron su uso.
Los resultados prácticos de su uso, y los recuperados in situ, hicieron aún mayor, la demanda de este hemoderivado.
Nacen de esta demanda creciente, plataformas y resoluciones de centralización de este hemoderivado, tales como donantes.com.do y la iniciativa n.º 04749-2020-2024-CD realizado por la Comisión Permanente de Salud

Número de casos (azul) y número de fallecidos (rojo) en una escala logarítmica.